# Академија струковних студија Шабац
Академија струковних студија Шабац је државна академија у Шапцу. Налази се у улици Добропољска 5.

## Историјат
Основана је Одлуком Владе Републике Србије 05 број 02-02-5149/2019-1 од 18. јула 2019. статусном променом спајања три школе: Високе медицинске и пословно–технолошке школе струковних студија, Високе пољопривредне школе струковних студија и Високе школе струковних студија за васпитаче. Основана је у циљу промовисања и подизања угледа струковног високог образовања.
Данас садржи три Одсека: Одсек за медицинске и пословно–технолошке студије, Одсек за пољопривредно–пословне студије и туризам и Одсек студија за васпитаче и медицинске сестре васпитаче, са преко 1600 студената на основним и мастер студијама. У наставном процесу Академије ангажовано је око сто наставника и преко седамдесет сарадника. Струковне студије се реализују кроз два нивоа: струковне студије првог степена или основне струковне студије у трајању од три године и са 180 ESPB бодова и студије другог степена или мастер струковне студије у трајању од две године и са 120 ESPB бодова.
На Одсеку за медицинске и пословно–технолошке студије, основним студијама, садрже смерове Информационе технологије, Економија, Заштита животне средине, Инжењерски менаџмент, Фармација, Здравствена нега, Гастрономија и Прехрамбена технологија. На Одсеку за пољопривредно–пословне студије, основне студије, садрже смерове Менаџмент, Струковна ветерина, Заштита биља, Воћарство и виноградарство Туризам, Заштита животне средине и Биотехнологија, а на мастер студијама Менаџмент у агробизнису. На Одсеку студија за васпитаче и медицинске сестре васпитаче, основне студије, садрже смерове Струковни васпитач и Струковна медицинска сестра васпитач, а на мастер студијама Струковни мастер васпитач.